# Обелиск воинам-освободителям Курильских островов от японских милитаристов
Обелиск воинам-освободителям Курильских островов от японских милитаристов — военный мемориал в городе Северо-Курильск. Памятник представляет собой пятигранный шпиль высотой 7,5 м, увенчанный звездой, установлен на пятигранном железном основании высотой 2,4 м.

## Описание
На лицевой стороне шпиля в его нижней части закреплен литой герб СССР. На углах основания приварены металлические рымы[что?], к которым крепились цепи, нижние концы которых крепились возле края фундамента. Фундамент пятигранный ступенчатый общей высотой 80 см, на лицевой стороне устроен наклонный пандус, в который вмурованы две чугунные плиты. На верхней плите рельефное изображение двух скрещенных автоматов ППШ и якоря, над ними каска. В верхней части плиты надпись «Август», по краям цифры 19 и 45, символизирующие 1945 год. На нижней плите текст «Вечная слава героям, павшим в боях за честь и победу нашей Родины». На железном пятигранном основании высотой 2,4 метра одна сторона свободна от плит и надписей, гладкая и ровная, на остальных четырех сторонах закреплены парные чугунные плиты с текстами:
1. «Память о вас, вернувших Родине Курильские острова, переживет века». Выше текста изображение двух скрещенных знамен со звездой, ниже рельефное изображение скалистого мыса с маяком и двух кораблей.
2. «Вы шли бесстрашно на врага. Вы выполнили до конца свой воинский долг. Родина никогда не забудет вас». Ниже изображение шести фигур солдат и матросов, бегущих в атаку.
3. «Те, кто сил и крови не жалея, пал в бою за честь родной земли, пусть невидимо, незримо навсегда средь нас присутствуют они. Пусть их подвиг ратный, благородный, как пример, стоит перед бойцом и в его служении отчизне будет самым лучшим образцом!». Ниже погрудное изображение идущих в атаку солдата и матроса.
4. «Вы отдали жизнь за наше правое дело. Японский агрессор разбит. Мы победили». Ниже изображение солдата с автоматом ППШ и развернутым знаменем.

Чугунное литье изготовили на Петропавловской судоверфи.

## История
Обелиск первоначально был открыт 5 сентября 1946 года и размещался перед входом на стадион в «старом городе» г. Северо-Курильск. Установкой обелиска занимались японские военнопленные по проекту одного из офицеров 101-й стрелковой дивизии. Открытие памятника было приурочено к визиту на остров Парамушир Маршала Советского Союза  Р. Я. Малиновского. По заданию командира 101-й стрелковой ордена Ленина дивизии полковника Р. Б. Воронова был объявлен конкурс на разработку проекта памятника. Автором проекта стал военнослужащий Виктор Александрович Панин.
Шпиль обелиска выдержал цунами 5 ноября 1952 года. В 1968 году памятник был перенесен и установлен в сквере городского парка на Сахалинской улице напротив здания райкома КПСС. Решением Сахалинского облисполкома № 119 от 21 марта 1980 года был поставлен на государственную охрану.